# Timoides
Timoides is een geslacht van neteldieren uit de  familie van de Pandeidae.

## Soorten
- Timoides agassizii Bigelow, 1904
- Timoides latistyla Xu, Huang & Guo, 2007